# Tiro ai Giochi della VII Olimpiade - Carabina militare a terra 600m individuale
La competizione della carabina militare a terra 600m individuale  di tiro a segno ai Giochi della VII Olimpiade si tenne il 30 luglio 1920 a Camp de Beverloo, Leopoldsburg.

## Risultati
Distanza 600 metri. 10 colpi in posizione prona.
| Pos.    | Concorrente          | Nazione     | Punti | Spareggio 1 | Spareggio 2 |
| ------- | -------------------- | ----------- | ----- | ----------- | ----------- |
| Oro     | Hugo Johansson       | Svezia      | 59    | 58          |             |
| Argento | Mauritz Eriksson     | Svezia      | 59    | 56          | 6           |
| Bronzo  | Lloyd Spooner        | Stati Uniti | 59    | 56          | 5           |
| 4       | Iōannīs Theofilakīs  | Grecia      | 59    | 55          |             |
| 5       | Olaf Sletten         | Norvegia    | 58    |             |             |
| 5       | Erik Blomqvist       | Svezia      | 58    |             |             |
| 5       | Joe Jackson          | Stati Uniti | 58    |             |             |
| 8       | Povl Gerlow          | Danimarca   | 57    |             |             |
| 8       | Erik Ohlsson         | Svezia      | 57    |             |             |
| 8       | Joseph Lawless       | Stati Uniti | 57    |             |             |
| n/d     | Magnus Wegelius      | Finlandia   | 56    |             |             |
| n/d     | Otto Wegener         | Danimarca   | 56    |             |             |
| n/d     | Willis Lee           | Stati Uniti | 56    |             |             |
| n/d     | Lars Jørgen Madsen   | Danimarca   | 55    |             |             |
| n/d     | Niels Larsen         | Danimarca   | 55    |             |             |
| n/d     | Christen Møller      | Danimarca   | 55    |             |             |
| n/d     | Gustaf Adolf Jonsson | Svezia      | 54    |             |             |